# فريدريك أ. شانون
فريدريك أ. شانون (بالإنجليزية: Frederick A. Shannon)‏ هو عالم حيوانات وطبيب أمريكي، ولد في 4 مايو 1921 في ماونت بليسانت في الولايات المتحدة، وتوفي في 31 أغسطس 1965 في مقاطعة لوس أنجلوس في الولايات المتحدة بسبب لدغة الأفعى.